# Campionati italiani assoluti di scherma del 1966
I Campionati italiani assoluti di scherma del 1966 sono stati organizzati dalla Federazione Italiana Scherma.
Nel fioretto, si sono aggiudicati i titoli dei campionati italiani Nicola Granieri, che ha bissato il titolo del 1964, e Giulia Lorenzoni, alla sua prima affermazione.
Il titolo della spada è andato a Giovanni Battista Breda, che ha bissato il titolo dell'anno precedente.
Nella sciabola Cesare Salvadori, che ha vinto il suo secondo titolo dopo quello del 1964.
Nei campionati italiani a squadre maschili il C.N. Posillipo ha vinto per la prima volta nel fioretto, mentre la Società del Giardino Milano ha conquistato il settimo titolo nella spada; nella sciabola c'è stato il sesto successo del Club Scherma Torino.
Il campionato italiano di fioretto a squadre femminile è andato per la sesta volta al Club Scherma Torino.

## Podi

### Uomini
| Specialità  | Oro                                                                                | Argento                                          | Bronzo                         |
| Individuali |                                                                                    |                                                  |                                |
| Fioretto    | Nicola Granieri                                                                    | -                                                | -                              |
| Spada       | Giovanni Battista Breda                                                            | Nicola Granieri                                  | Giuseppe Delfino               |
| Sciabola    | Cesare Salvadori                                                                   | -                                                | -                              |
| A squadre   |                                                                                    |                                                  |                                |
| Fioretto    | C.N. Posillipo -                                                                   | -                                                | -                              |
| Spada       | Società del Giardino Milano Giovanni Battista Breda Gianfranco Paolucci Albanese - | Aeronautica Militare Mezzino Molinari Pezzagno - | Cassa di Risparmio di Milano - |
| Sciabola    | Club Scherma Torino -                                                              | -                                                | -                              |

### Donne
| Specialità  | Oro                   | Argento | Bronzo |
| Individuali |                       |         |        |
| Fioretto    | Giulia Lorenzoni      | -       | -      |
| A squadre   |                       |         |        |
| Fioretto    | Club Scherma Torino - | -       | -      |